# Crazy Alien
Crazy Alien (en chino simplificado, 疯狂的外星人) es una película china de comedia y ciencia ficción dirigida por Ning Hao y escrita por Liu Cixin, Sun Xiaohang, Wu Nan, Dong Runnian, Liu Xiaodan y Pan Yiran. La película es protagonizada por Huang Bo, Shen Teng, Matthew Morrison y Tom Pelphrey. Fue estrenada en China el 5 de febrero de 2019, el Año Nuevo Chino. 

## Reparto
- Huang Bo como Geng Hao.
- Shen Teng como Da Fei.
- Mateo Morrison como Capitán Zach Andrews.
- Tom Pelphrey como John Stockton.
- Kat Ann Nelson como Oficial de la CIA.
- Xu Zheng como Extranjero.
- Mekael Turner como Agente A.
- David Rayden como AA Anfitrión de la Reunión.
- Nathaniel Boyd como Asistente del Secretario de Defensa.
- Mathieu Jaquet como Guardaespaldas.
- Michael J. Gralapp como Comandante de la NASA.
- Anthony Gavard como el Científico de la Nasa.
- Dan Darin-Zanco como Jefe Administrador de la NASA.
- Randall Lowell como Miembro del Consejo de Seguridad Nacional.
- Scotty Bob Cox como Científico.
- Deng Fei como Director Ma.

## Producción
Ning Hao declaró que Crazy Alien está parcialmente influenciada por The Country Teacher escrito por Liu Cixin. Pasó cinco años escribiendo un guion. Crazy Alien es la última entrega de la trilogía de comedia negra de Ning Hao. Comenzó en 2006 con Crazy Stone, continuando con Crazy Racer de 2009.
El rodaje comenzó en Qingdao, Shandong el 26 de julio de 2017 y terminó el 9 de diciembre de ese mismo año. Los lugares de rodaje incluyeron Qingdao, Changsha, Rusia y Francia. 

## Estreno
Crazy Alien fue estrenada en China el 5 de febrero de 2019. 